# Artemisia glanduligera
Artemisia glanduligera là một loài thực vật có hoa trong họ Cúc. Loài này được Krasch. ex Poljakov mô tả khoa học đầu tiên năm 1954.